# Mokijiwci (przystanek kolejowy)
Mokijiwci (ukr. Мокіївці) – przystanek kolejowy w miejscowości Mokijiwci, w rejonie szepetowskim, w obwodzie chmielnickim, na Ukrainie. Położony jest na linii Szepetówka – Starokonstantynów.